# Meer uitgebreid lager onderwijs

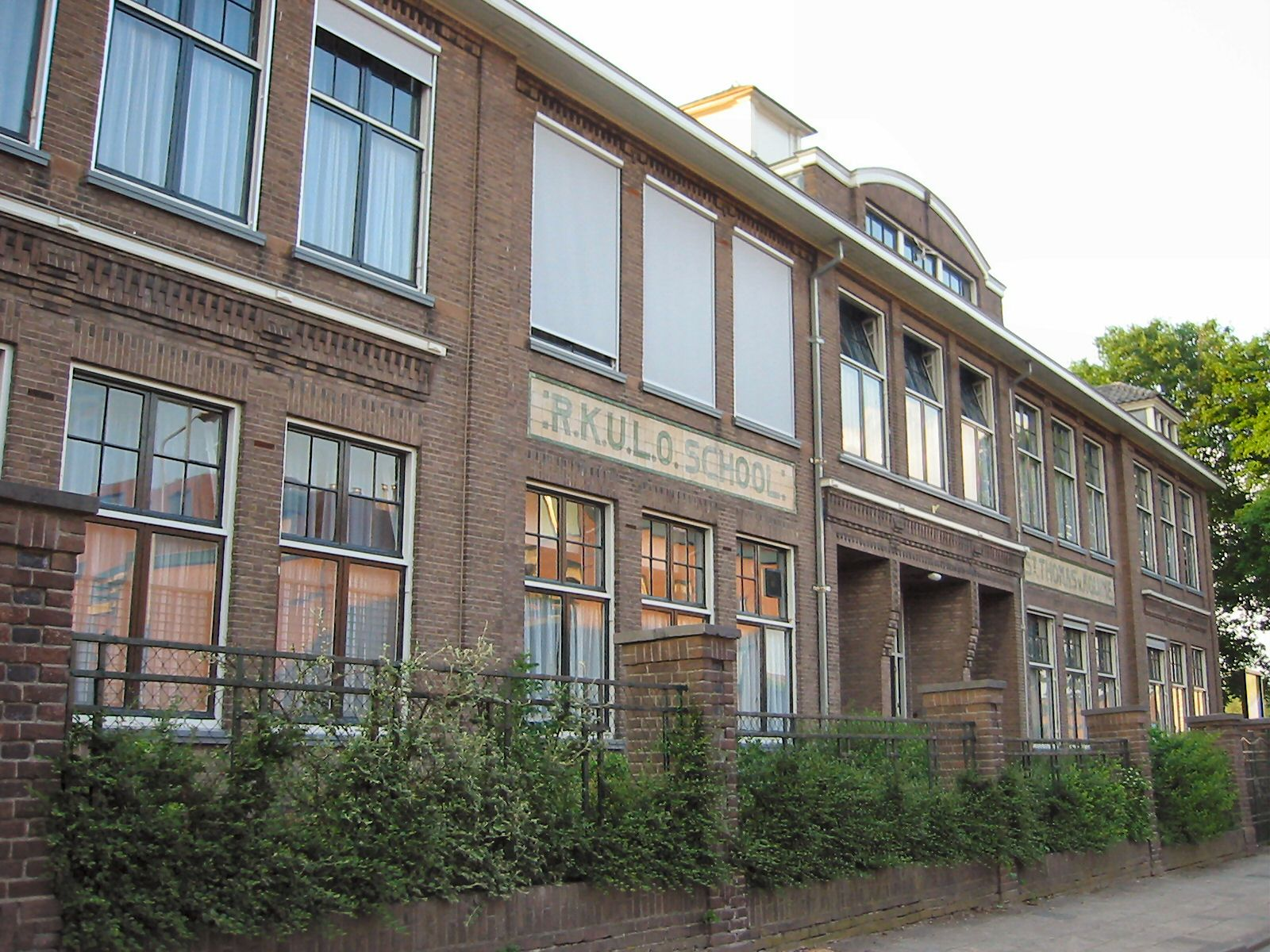
De voormalige RK ULO Sint-Thomas van Aquino aan de Jacob Cremerstraat in Tiel. Op de gevel staat: "R.K.U.L.O. SCHOOL St. THOMAS v. AQUINE"

(Meer) uitgebreid lager onderwijs, afgekort mulo (ook ulo), was in Nederland en Suriname een schooltype na de lagere school. 
Deze schoolvorm ontstond ten gevolge van de onderwijswet van 1857 en werd afgeschaft bij de invoering van de Mammoetwet in 1968. De laatste eindexamens werden in 1971 afgenomen. De wettelijke term mulo werd in 1920 bij wet veranderd in ulo, maar veel scholen zijn mulo (ook MULO of M.U.L.O.) blijven hanteren, omdat dit meer statuur zou hebben.
In Suriname is de onderwijsvorm in 2021 afgeschaft. 

## Nederland
Het standaard jaarlijkse vakkenpakket zonder keuzemogelijkheid bestond uit: Nederlands, Frans, Engels, Duits, algebra, meetkunde, aardrijkskunde, geschiedenis, biologie, natuurkunde (vaak aangeduid als fysica), bedrijfsrekenen, boekhouden en gymnastiek. Op de protestants-christelijke en rooms-katholieke mulo's stonden ook nog godsdienst en Bijbelse geschiedenis op het programma. Ook werd een cijfer gegeven voor 'verzorging schriftelijk werk'. De enige facultatieve vakken waren tekenen en handwerken. De lessen werden in een vast stramien (rooster) gegeven. Aan belangrijke vakken zoals Nederlands werd in dit rooster relatief meer uren toebedeeld.
Het schriftelijke en mondelinge examen bestond uit Nederlands, Frans, Engels, Duits, algebra, meetkunde, aardrijkskunde, geschiedenis en natuurkunde. Ook werd er een cijfer voor schrijven (handschrift of verzorging schriftelijk werk) toegekend, dat overigens niet meetelde voor de uitslag. Het examen werd in aanwezigheid van een rijksgecommitteerde niet door de school zelf afgenomen. Resultaten van voorgaande tests werden niet meegeteld. Ingeval men gezakt was voor het examen kreeg men een herkansing.
Na de vierjarige mulo kon men doorstromen naar de middelbare meisjesschool (mms) of hogereburgerschool (hbs) of voor technische opleidingen naar de middelbare technische school (mts). Tot 1957 was mts de naam voor de latere hogere technische school (hts). Ook konden leerlingen, met name de meisjes, doorstromen naar de vormingsklas, die verbonden was aan huishoudscholen.

### Differentiatie Mulo-A en Mulo-B en facultatieve vakken
Naast de Mulo-A, was er de Mulo-B, waarbij in het laatste/examenjaar extra algebra, meetkunde (o.a. goniometrie) en fysica (natuurkunde inclusief mechanica) werd gegeven en geëxamineerd. De mogelijkheid bestond ook om, na het behalen van het Mulo-A-diploma, na één extra studiejaar het Mulo-B-diploma te halen. In geval van één examen voor Mulo-A en Mulo-B kon een van de vreemde talen en aardrijkskunde of geschiedenis vervallen. Uiteraard vervielen dan ook de 'normale' algebra, meetkunde en natuurkunde.
Men kon ook in het laatste jaar les volgen en examen doen in boekhouden, bedrijfsrekenen, handelskennis, bedrijfsleer en rechts- en wetskennis. In dat geval kreeg men een aantekening op het diploma (basisbesluit vestigingseisen kredietwaardigheid en handelskennis, Stb 1958, 417), waarmee, gelijk als aan het middenstandsdiploma, werd voldaan aan de eisen van handelskennis, zoals vereist volgens de vestigingswet bedrijven 1954.
Bij een aantal scholen kon men facultatief examen doen in tekenen of scheikunde (een eenvoudig en een moeilijker programma).

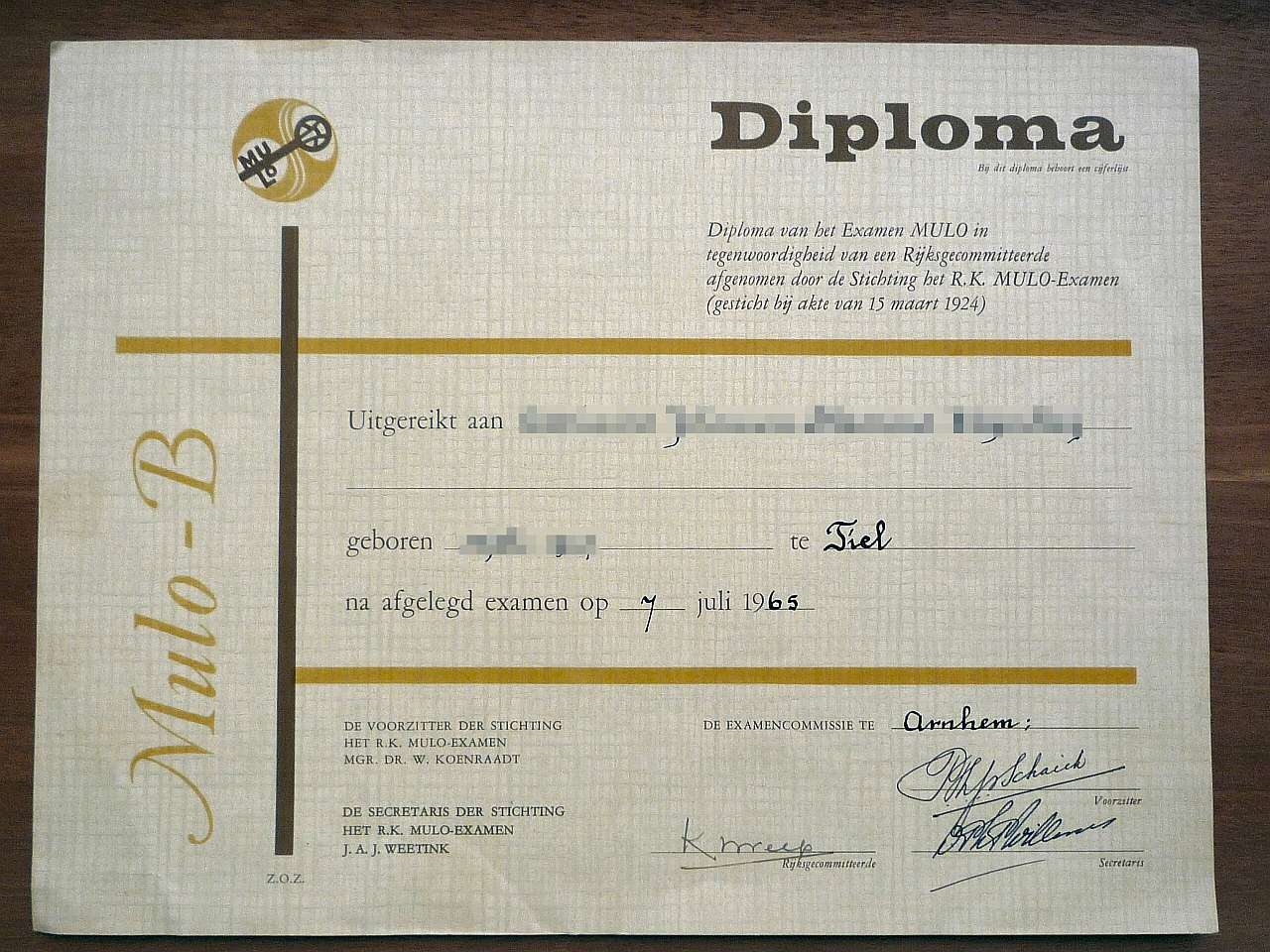
Mulo-B-diploma (1965) voorzijde
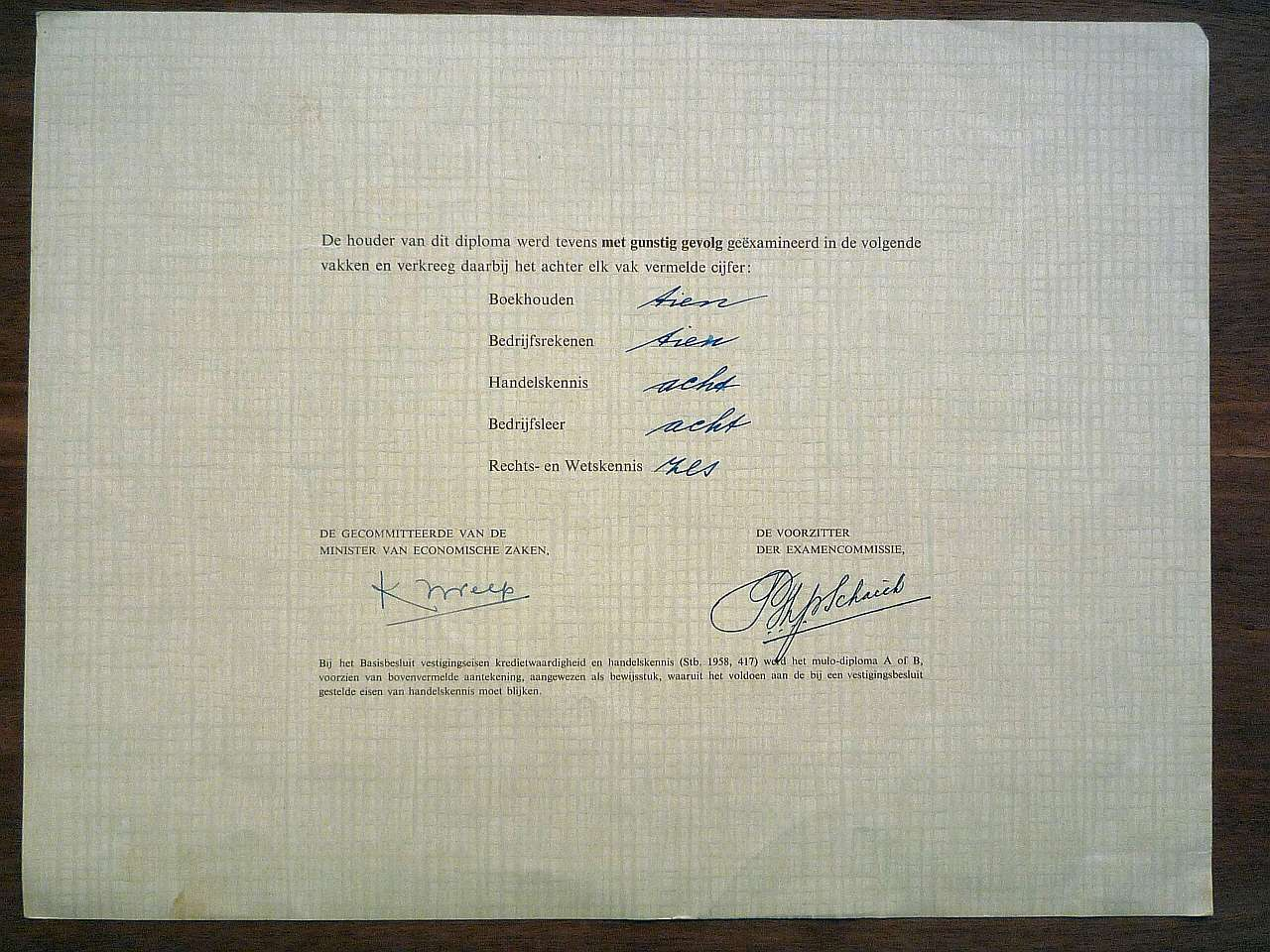
Mulo-B diploma (1965) achterzijde met handelsaantekening (=middenstandsdiploma)
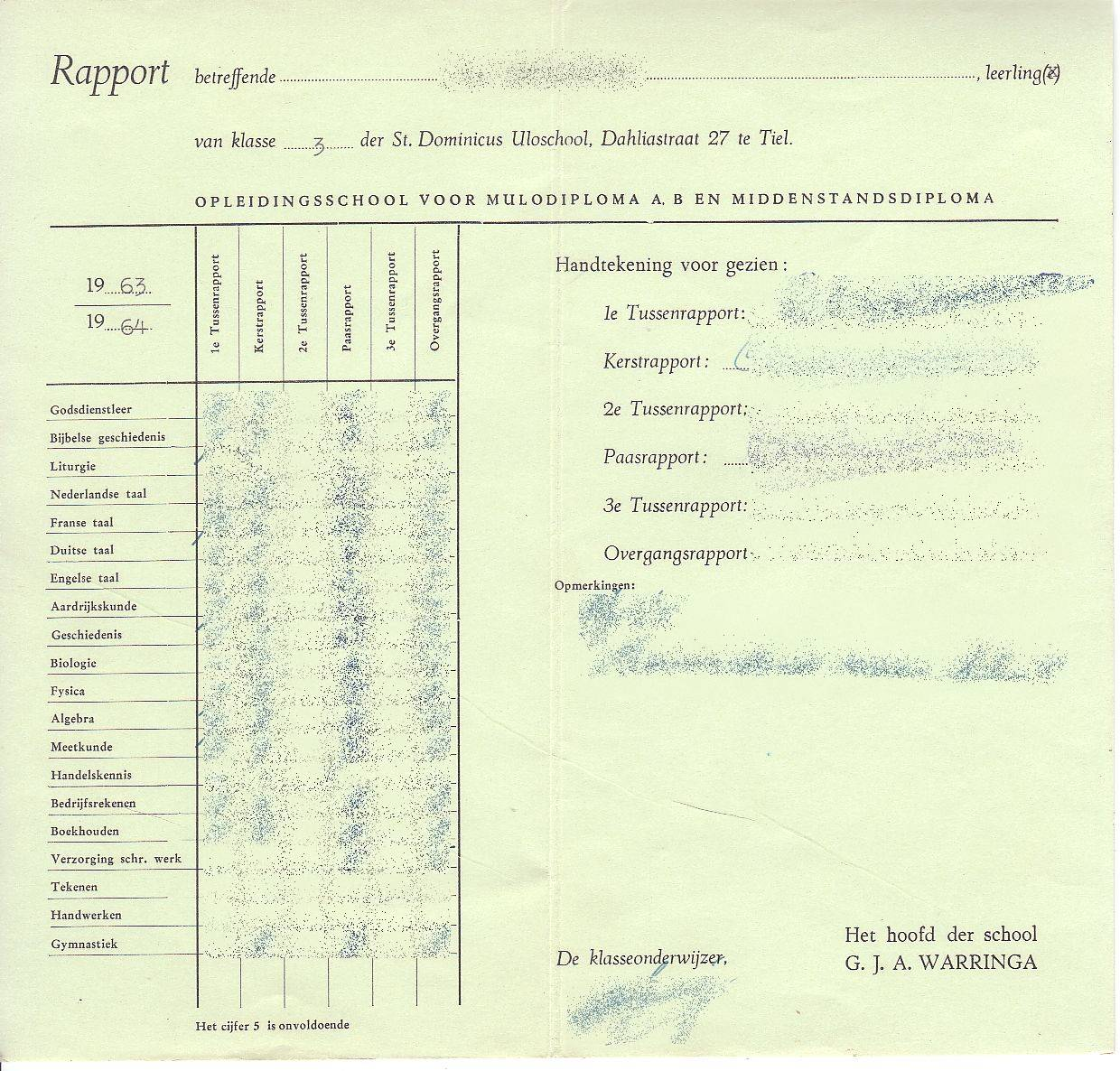
Mulorapport 3e klas (1963-64)

### Niveau
De mulo was door het ontbreken van niveaudifferentiatie (met uitzondering van het boven aangegeven A en B niveau en de aantekening voor handelskennis) zoals die nu aanwezig is in het vmbo feitelijk een categorale school. Menig MULO-gediplomeerde studeerde in de avonduren om carrière te kunnen maken. Vergelijking van het niveau van mulo en vmbo/mavo is alleen goed mogelijk indien alleen de huidige D(TL)-niveaus in de vergelijking meegenomen worden. Mulo direct vergelijken met vmbo-bb zal uiteraard de reactie oproepen dat het niveau gedaald is. Een vergelijking tussen mulo en mavo met alle vakken (6) op niveau D zal dat beeld nuanceren.

### Gevolgen Mammoetwet
In het kader van de Mammoetwet is de muloschool als schooltype in 1968 vervangen door het middelbaar algemeen voortgezet onderwijs (mavo), hoewel beide schooltypen een andere achtergrond hebben. Het oude systeem met ambachtsschool, ulo, mms, hbs en gymnasium was sterk standgericht; de ulo voor de "Kleine Luyden en kleine middenstand", de hbs voor de "hogere" burgers en het gymnasium voor de academische elite. Dit is uiteraard een versimpelde voorstelling van zaken. Het nieuwe systeem van de Mammoetwet legt veel meer de nadruk op het niveau van onderwijs en was mede bedoeld te komen tot emancipatie van de lagere sociale klassen.

## Suriname
In 2021 is in Suriname de mulo afgeschaft en vervangen door het voortgezet onderwijs. In het eerste jaar werd er les gevolgd in Nederlands, Engels, aardrijkskunde, geschiedenis, biologie, wiskunde, natuurkunde, bedrijfsrekenen en gymnastiek. In het tweede jaar kwam er Spaans bij, en in het derde jaar werd er een keuze gemaakt tussen de A- en de B-richting. In de A-richting verviel natuurkunde, werd er minder aandacht besteed aan wiskunde en kwam het vak handelswetenschappen erbij. In de B-richting verviel bedrijfsrekenen en werd er meer aandacht besteed aan natuurkunde.
Aan het eind van zowel het derde als het vierde jaar werd er een toelatingsexamen gemaakt in Nederlands, Engels, Spaans, wiskunde/bedrijfsrekenen en natuurkunde/handelswetenschappen waarin de volgende pakketten konden worden behaald:
- Havo P1: Toelating tot vierde klas havo oude stijl A-richting (met Spaans)
- Havo P2: Toelating tot vierde klas havo oude stijl A-richting (met Latijns-Amerikaanse cultuur)
- Havo R: Toelating tot vierde klas havo oude stijl B-richting (kan alleen worden behaald in de B-richting)
- Vwo P: Toelating tot vierde klas vwo oude stijl met maatschappelijke vakken en talen
- Vwo Q1: Toelating tot vierde klas vwo oude stijl A-richting (met Spaans)
- Vwo Q2: Toelating tot vierde klas vwo oude stijl A-richting (met Latijns-Amerikaanse cultuur)
- Vwo S: Toelating tot vierde klas vwo oude stijl B-richting (kan alleen worden behaald in de B-richting)

Als men geen van de pakketten had behaald, kon men alleen doorgaan naar de vierde klas, waar men behalve toelatingsexamen ook staatsexamen deed in de overige vakken. B-leerlingen maakten in de vierde klas ook examen in Technisch Inzicht, dat toelating gaf tot het Natuurtechnisch Instituut, een technisch mbo. 
Zonder pakketten kon men alleen (na het behalen van het diploma na de staatsexamen) doorstromen naar o.a. het IMEAO (Instituut voor Middelbaar Economisch en Administratief Onderwijs), een mbo-opleiding voor management, economie en recht, het SPI (Surinaams Pedagogisch Instituut) en of het CPI (Christelijk Pedagogisch Instituut), twee mbo-opleidingen in Paramaribo tot onderwijzer in het lager onderwijs, of naar het EFS College COVAB, een opleiding voor verpleegkundigen en aanverwante beroepen op mbo-niveau (er is ook de keuze uit hbo, maar men diende eerst de mbo-opleiding te hebben afgerond). Men kon dus ook eerst Mulo-B volgen om daarna met een behaald P- of Q-pakket van richting te veranderen.